# Giuseppe Sabadini
Giuseppe Sabadini (pronunciación en italiano: /dʒuˈzɛppe sabaˈdiːni/; Sagrado, Italia, 26 de marzo de 1949) es un exjugador y exentrenador de fútbol italiano. En su etapa como jugador profesional se desempeñaba como defensa.

## Selección nacional
Fue internacional con la selección italiana en 4 ocasiones. Fue convocado para disputar la Copa del Mundo de 1974, pero no jugó ningún partido durante el torneo.

### Participaciones en Copas del Mundo
| Mundial                        | Sede             | Resultado      | Partidos | Goles |
| ------------------------------ | ---------------- | -------------- | -------- | ----- |
| Copa Mundial de Fútbol de 1974 | Alemania Federal | Fase de grupos | 0        | 0     |

## Clubes

### Como jugador
| Club      | País   | Año       |
| --------- | ------ | --------- |
| Sampdoria | Italia | 1965-1971 |
| Milan     | Italia | 1971-1978 |
| Catanzaro | Italia | 1978-1983 |
| Catania   | Italia | 1983-1984 |
| Ascoli    | Italia | 1984-1986 |

### Como entrenador
| Club                  | País   | Año       |
| --------------------- | ------ | --------- |
| Corigliano            | Italia | 1986-1988 |
| Catanzaro (asistente) | Italia | 1988-1989 |
| Venezia               | Italia | 1989-1990 |
| Alessandria           | Italia | 1990-1992 |
| Avezzano              | Italia | 1993-1995 |
| Messina               | Italia | 1995-1996 |
| Catanzaro             | Italia | 1996-1997 |
| Astrea                | Italia | 1997-1999 |
| Castrovillari         | Italia | 2000-2001 |
| Taranto               | Italia | 2004-2005 |

## Palmarés

### Como jugador

#### Campeonatos nacionales
| Título      | Club  | País   | Año  |
| ----------- | ----- | ------ | ---- |
| Copa Italia | Milan | Italia | 1972 |
| Copa Italia | Milan | Italia | 1973 |
| Copa Italia | Milan | Italia | 1977 |

#### Copas internacionales
| Título           | Club  | Sede              | Año  |
| ---------------- | ----- | ----------------- | ---- |
| Recopa de Europa | Milan | Salónica (Grecia) | 1973 |

### Como entrenador

#### Campeonatos nacionales
| Título              | Club        | País   | Año  |
| ------------------- | ----------- | ------ | ---- |
| Serie C2 (Girone A) | Alessandria | Italia | 1991 |